# قائمة الحروب 1900–1944

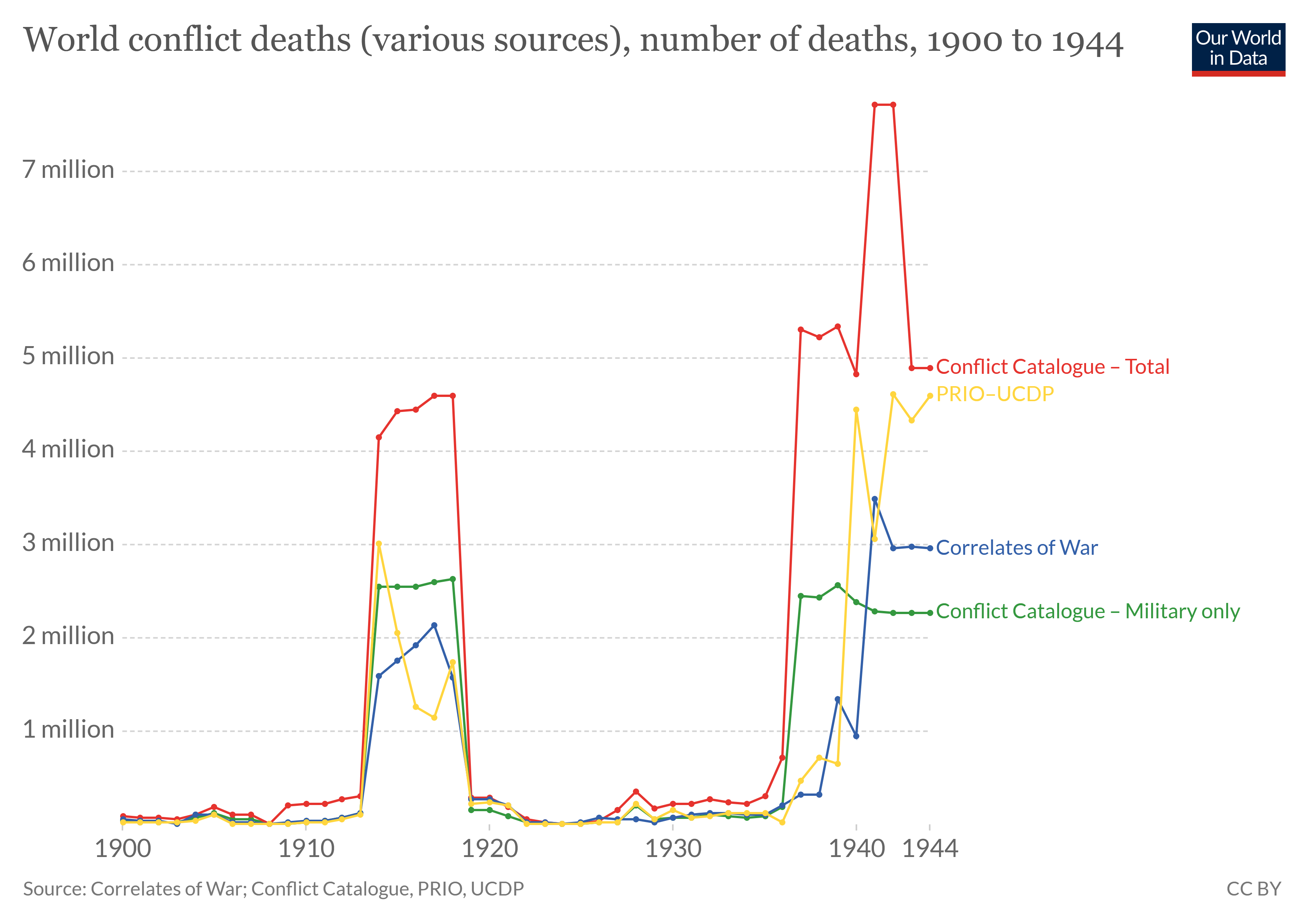
رسم بياني لوفيات الصراع العالمي من عام 1900 إلى عام 1944 من مصادر مختلفة.

هذه قائمة الحروب التي جرت بين عامي 1900 و1944.

## 1919-1900
| بداية | نهاية | اسم النزاع                                                                   | الأطراف المتحاربة | الأطراف المتحاربة |
| بداية | نهاية | اسم النزاع                                                                   | المنتصر | المهزوم |
| ----- | ----- | ---------------------------------------------------------------------------- | --- | --- |
| 1900  | 1900  | حرب المقعد الذهبي                                                            | المملكة المتحدة | إمبراطورية آشانتي |
| 1900  | 1920  | حملة أرض الصومال                                                             | الإمبراطورية البريطانية · إمبراطورية إثيوبيا · مملكة إيطاليا | دولة الدراويش |
| 1901  | 1902  | الحرب الأنجلو-آروية                                                          | المملكة المتحدة | حلف آرو |
| 1902  | 1903  | ثورة بايلوندو 1902                                                           | إمبراطورية البرتغال | مملكة أوڨيمبوندو |
| 1902  | 1903  | أزمة فنزويلا 03-1902                                                         | فنزويلا · | الإمبراطورية الألمانية · المملكة المتحدة · مملكة إيطاليا |
| 1903  | 1903  | انتفاضة الليندن                                                              | الإمبراطورية العثمانية | المنظمة الثورية المقدونية الداخلية |
| 1903  | 1904  | الحملة البريطانية إلى التبت                                                  | المملكة المتحدة | التبت |
| 1902  | 1925  | الحرب السعودية الرشيدية                                                      | إمارة نجد والأحساء | إمارة جبل شمر |
| 1904  | 1904  | انتفاضة ساسون 1904                                                           | الإمبراطورية العثمانية | متمردون أرمن |
| 1904  | 1907  | حرب هريرو                                                                    | الإمبراطورية الألمانية (من ضمنهم الجيش الإستعماري الألماني) | شعب الهريرو والنماكا |
| 1904  | 1905  | الحرب الروسية اليابانية                                                      | إمبراطورية اليابان | الإمبراطورية الروسية · إمارة الجبل الأسود |
| 1904  | 1908  | الكفاح المقدوني                                                              | اللجنة المقدونية اليونانية | المنظمة الثورية المقدونية الداخلية |
| 1905  | 1905  | تمرد وودج                                                                    | الإمبراطورية الروسية | مليشيا العمال البولنديون |
| 1905  | 1907  | الثورة الروسية 1905                                                          | الإمبراطورية الروسية | الثوريين |
| 1905  | 1908  | ثورة الماجي ماجي                                                             | الإمبراطورية الألمانية | ثوار من الأهالي المحليين |
| 1906  | 1906  | التدخل الهولندي في بالي 1906                                                 | هولندا | تابانان بادونج كلانجكانج |
| 1906  | 1906  | تمرد بامباثا                                                                 | المملكة المتحدة | زولو |
| 1906  | 1908  | ثورة تيريسو                                                                  | الدولة العثمانية | معارضين من أهالي كريت |
| 1907  | 1907  | ثورة الفلاحين الرومان 1907                                                   | مملكة رومانيا | فلاحين رومان |
| 1907  | 1907  | حرب هوندوراس - نيكاراغوا                                                     | نيكاراغوا | هندوراس |
| 1908  | 1909  | التدخل الهولندي في بالي 1908                                                 | هولندا | كارانقاسم جيلجل كلانجكانج |
| 1908  | 1908  | الحرب الهولندية الفنزويلية                                                   | هولندا | فنزويلا |
| 1909  | 1910  | حرب مليلية                                                                   | اسبانيا | الريفيون |
| 1909  | 1911  | حرب فرنسا-وداي                                                               | فرنسا | سلطنة وداي |
| 1910  | 1921  | الثورة المكسيكية                                                             | المكسيك | المكسيك |
| 1910  | 1919  | حرب الحدود (19-1910) جزء من الثورة المكسيكية                                 | | |
| 1910  | 1911  | ثورة سوكيهس                                                                  | الإمبراطورية الألمانية | قبيلة سوكيهس |
| 1910  | 1910  | الثورة الألبانية 1910                                                        | الدولة العثمانية | ثوار ألبان |
| 1911  | 1912  | غزو فرنسا للمغرب                                                             | فرنسا | المغرب |
| 1911  | 1912  | الحرب الإيطالية التركية                                                      | مملكة إيطاليا | الدولة العثمانية |
| 1911  | 1912  | ثورة شينهاي ثورة 1911                                                        | الحزب الثوري الصيني | سلالة تشينغ |
| 1912  | 1913  | حرب البلقان الأولى                                                           | مملكة بلغاريا · مملكة اليونان · مملكة صربيا · مملكة الجبل الأسود | الدولة العثمانية |
| 1912  | 1912  | الثورة الألبانية 1912                                                        | ثوار ألبان | الدولة العثمانية |
| 1912  | 1916  | حرب كونيستادو                                                                | الحكوميون البرازيليون | المتمردون |
| 1912  | 1933  | احتلال الولايات المتحدة لنيكاراغوا جزء من حروب الموز                         | الولايات المتحدة | متمردون نيكاراغويون |
| 1912  | 1912  | ثورة السود جزء من حروب الموز                                                 | كوبا · الولايات المتحدة | حزب الملونيين المستقل |
| 1913  | 1913  | حرب البلقان الثانية                                                          | الدولة العثمانية · مملكة اليونان · مملكة الجبل الأسود · مملكة رومانيا · مملكة صربيا | مملكة بلغاريا |
| 1913  | 1913  | ثورة تكفيس جزء من حرب البلقان الثانية                                        | مملكة صربيا | المنظمة الثورية المقدونية الداخلية |
| 1913  | 1913  | ثورة أوريد-ديبار جزء من حرب البلقان الثانية                                  | مملكة صربيا | المنظمة الثورية المقدونية الداخلية |
| 1914  | 1921  | حرب زيان                                                                     | فرنسا | الحلف الزياني |
| 1914  | 1918  | الحرب العالمية الأولى                                                        | الحلفاء : أستراليا · مملكة بلجيكا · مملكة صربيا · فرنسا · الإمبراطورية الروسية (حتى مارس 1917) · الإمبراطورية البريطانية · مملكة إيطاليا (من نيسان / أبريل 1915) · كندا · الولايات المتحدة (من 1917) · مملكة الجبل الأسود · اتحاد جنوب أفريقيا · إمبراطورية اليابان · الجمهورية البرتغالية (من مارس 1916) · مملكة رومانيا (أغسطس 1916 مايو 1918) · مملكة اليونان (من يونيو 1917) · ألبانيا · البرازيل (من أكتوبر 1917) · أرمينيا (من مايو 1918) · تشيكوسلوفاكيا · مملكة سيام · سان مارينو (من يونيو 1915) · جمهورية الصين (من آب / أغسطس 1917) · نيوزيلندا | المحور : الإمبراطورية النمساوية المجرية · الإمبراطورية الألمانية (من ضمنهم الجيش الإستعماري الألماني) · الدولة العثمانية · مملكة بلغاريا |
| 1914  | 1914  | احتلال الولايات المتحدة لفيراكروز جزء من حروب الموز                          | الولايات المتحدة | المكسيك |
| 1914  | 1915  | ثورة الماريتز                                                                | اتحاد جنوب أفريقيا | "ثوار بترندرز" |
| 1915  | 1915  | انتفاضة جيلمبوي                                                              | الإمبراطورية البريطانية | ثوار نياسالاند |
| 1915  | 1915  | ثورة بوسا                                                                    | الإمبراطورية البريطانية | ثوار البوسا |
| 1915  | 1934  | احتلال الولايات المتحدة لهايتي جزء من حروب الموز                             | الولايات المتحدة | هايتي |
| 1915  | 1917  | الحملة السنوسية جزء من الحرب العالمية الأولى                                 | الإمبراطورية البريطانية | السنوسية · الدولة العثمانية · إمارة دارفور |
| 1915  | 1916  | حرب الحماية الوطنية حرب مناهضة الملكية                                       | جمهورية الصين | امبراطورية الصين |
| 1916  | 1917  | ثورة كاوصن                                                                   | فرنسا | قبائل الطوارق |
| 1916  | 1916  | ثورة عيد الفصح                                                               | الجيش البريطاني شرطة العاصمة دبلن الشرطة الملكية الايرلندية | الأخوة الجمهوريين الأيرلنديين مليشيات ومتطوعين أيرلنديين |
| 1916  | 1924  | احتلال الولايات المتحدة لجمهورية الدومنيكان (1916–24) جزء من حروب الموز      | الولايات المتحدة | ثوار الدومنيكان |
| 1916  | 1918  | الثورة العربية الكبرى جزء من الحرب العالمية الأولى                           | الهاشميون · المملكة المتحدة · سلطنة نجد (تأسيس السعودية) | الدولة العثمانية |
| 1917  | 1917  | ثورة فبراير                                                                  | ثوار بلاشفة | الإمبراطورية الروسية |
| 1917  | 1917  | انتفاضة ثاي نجوين                                                            | الإمبراطورية الفرنسية الاستعمارية | ثوار فيتناميين |
| 1917  | 1917  | الثورة البلشفية                                                              | البلاشفة | حكومة روسيا المؤقتة |
| 1917  | 1922  | الحرب الأهلية الروسية                                                        | انتصارات في روسيا وأوكرانيا وجورجيا وأرمينيا وأذربيجان وكازاخستان ومنغوليا: · روسيا الإشتراكية · باقي جمهوريات الاتحاد السوفيتي · حزب الشعب المنغولي انتصارات في البلدان المذكورة أدناه: · مملكة فنلندا · جمهورية إستونيا · جمهورية لاتفيا · جمهورية ليتوانيا · الجمهورية البولندية الثانية | الحركة البيضاء · قوى المحور (حتى 1918): · الإمبراطورية النمساوية المجرية · الإمبراطورية الألمانية (من ضمنهم الجيش الإستعماري الألماني) · الدولة العثمانية · قوى الحلفاء (من 1918): · تشيكوسلوفاكيا · جمهورية الصين · فرنسا · مملكة اليونان · مملكة إيطاليا · إمبراطورية اليابان · الجمهورية البولندية الثانية · مملكة رومانيا · مملكة صربيا · المملكة المتحدة · أستراليا · كندا · الولايات المتحدة · مشاركون آخرون: · الجيش الأوكراني الثوري المتمرد · جمهورية أوكرانيا الشعبية · جمهورية جورجيا الديموقراطية · جمهورية أرمينيا الأولى · متعددة:- الحركات المؤيدة للاستقلال بالحرب الأهلية الروسية |
| 1917  | 1921  | حرب الاستقلال الأوكرانية جزء من الحرب العالمية الأولى والحرب الأهلية الروسية | أوكرانيا السوفيتية · روسيا السوفيتية | جمهورية أوكرانيا الشعبية · جمهورية أوكرانيا الغربية الشعبية · الحركة البيضاء |
| 1918  | 1918  | الحرب الأهلية الفنلندية                                                      | الحرس الأبيض · الإمبراطورية الألمانية | الحرس الأحمر · روسيا السوفيتية |
| 1918  | 1918  | الحرب الجورجية الأرمنية                                                      | جمهورية جورجيا الديموقراطية | جمهورية أرمينيا (1918-1920) |
| 1918  | 1919  | ثورة ألمانيا                                                                 | جمهورية فايمار | قوى شيوعية : · جمهورية بافاريا السوفيتية · اتحاد سبارتاكوس · حركات شيوعية ألمانية |
| 1918  | 1919  | انتفاضة بولندا الكبرى                                                        | بولندا | الإمبراطورية الألمانية |
| 1918  | 1919  | الحرب البولندية الأوكرانية جزء من حرب الاستقلال الأوكرانية                   | بولندا | جمهورية أوكرانيا الغربية الشعبية |
| 1918  | 1920  | النزاع الجورجي الأوسيتي جزء من الحرب الأهلية الروسية                         | الجمهورية الترانسقوقازية الديمقراطية الإتحادية · جمهورية جورجيا الديموقراطية | متمردون مؤيديون للبلشفية الأوسيتية |
| 1918  | 1919  | نزاع سوتشي جزء من الحرب الأهلية الروسية                                      | الحركة البيضاء · جمهورية كوبان-البحر الأسود السوفيتية | جمهورية جورجيا الديموقراطية |
| 1918  | 1920  | الحرب الأرمينية الأذربيجانية جزء من الحرب الأهلية الروسية                    | جمهورية أذربيجان الديموقراطية · الدولة العثمانية (فقط في 1918) · روسيا السوفيتية (منذ أبريل 1920) · الثوار الأتراك (منذ أبريل 1920) | جمهورية أرمينيا الديموقراطية · جمهورية أرمينيا الجبلية · ثوار مرتفعات قرة باغ · الإمبراطورية البريطانية (فقط في 1918) · دكتاتورية قزوين المركزية (فقط في 1918) |
| 1918  | 1920  | حرب الاستقلال الإستونية جزء من الحرب الأهلية الروسية                         | إستونيا · روسيا البيضاء · لاتفيا · المملكة المتحدة · إنجريا · أوبر أوست · متطوعون من فنلندا والسويد والدانمارك | روسيا السوفيتية · الكومونة الاستونية · لاتفيا السوفيتية |
| 1918  | 1920  | حرب الاستقلال اللاتفية جزء من الحرب الأهلية الروسية                          | لاتفيا · إستونيا · بولندا · المملكة المتحدة · فرنسا | روسيا السوفيتية · لاتفيا السوفيتية |
| 1918  | 1919  | الحرب الليتوانية السوفيتية جزء من حرب الإستقلال الليتواني                    | ليتوانيا متطوعون ساكسون | جمهورية روسيا السوفيتية الاتحادية الاشتراكية · جمهورية لاتفيا السوفيتية الاتحادية الاشتراكية |
| 1918  | 1919  | معركة تربة جزء من توحيد السعودية                                             | إمارة الرياض | مملكة الحجاز |
| 1918  | 1921  | الحرب المجنونة                                                               | الهند الصينية الفرنسية | ثوار همونغ |

## 1929-1919
| البداية | النهاية                       | اسم نزاع                                                         | الأطراف المتحاربة                                                   | الأطراف المتحاربة                                                                                            |
| البداية | النهاية                       | اسم نزاع                                                         | المنتصر                                                             | المهزوم |
| ------- | ----------------------------- | ---------------------------------------------------------------- | ------------------------------------------------------------------- | --- |
| 1919    | 1919                          | حرب بولندا تشيكوسلوفاكيا                                         | تشيكوسلوفاكيا                                                       | بولندا |
| 1919    | 1919                          | الحرب الهنغارية الرومانية                                        | مملكة رومانيا                                                       | الجمهورية المجرية السوفييتية                                                                                 |
| 1919    | 1922 (الهدنة) 1923 (المعاهدة) | حرب الاستقلال التركية                                            | البرلمان التركي - الحركة التركية الوطنية                            | مملكة اليونان · فرنسا · أرمينيا · مملكة إيطاليا · المملكة المتحدة                                            |
| 1919    | 1919                          | الحرب الإنكليزية الأفغانية الثالثة                               | أفغانستان                                                           | الإمبراطورية البريطانية · الهند                                                                              |
| 1919    | 1921                          | الحرب البولندية السوفيتية                                        | جمهورية بولندا جمهورية أوكرانيا الشعبية                             | جمهورية روسيا السوفيتية الاتحادية الاشتراكية · جمهورية أوكرانيا السوفيتية الاشتراكية                         |
| 1919    | 1919                          | انتفاضة سيليزيا الأولى                                           | جمهورية فايمار                                                      | متمردون سيليزيا                                                                                              |
| 1919    | 1921                          | حرب الاستقلال الأيرلندية                                         | أيرلندا                                                             | المملكة المتحدة                                                                                              |
| 1919    | 1920                          | الحرب الكويتية-السعودية                                          | الكويت · الإمبراطورية البريطانية                                    | الإخوان · البدو                                                                                              |
| 1919    | 1922                          | الحرب التركية اليونانية (1919–1922) جزء من حرب الاستقلال التركية | ثوار أتراك                                                          | مملكة اليونان                                                                                                |
| 1920    | 1920                          | الحرب السورية الفرنسية                                           | فرنسا · سوريا الفرنسية                                              | ثوار سوريون                                                                                                  |
| 1920    | 1921                          | الحرب التركية الفرنسية جزء من حروب الاستقلال التركية             | تركيا                                                               | فرنسا · الفيلق الأرميني الفرنسي                                                                              |
| 1920    | 1920                          | حرب فلوره                                                        | إمارة ألبانيا                                                       | مملكة إيطاليا                                                                                                |
| 1920    | 1926                          | حروب الريف                                                       | فرنسا إسبانيا                                                       | جمهورية الريف                                                                                                |
| 1920    | 1920                          | الحرب البولندية الليتوانية جزء من حروب الاستقلال الليتوانية      | بولندا                                                              | ليتوانيا |
| 1920    | 1920                          | انتفاضة سيليزيا الثانية                                          | جمهورية فايمار                                                      | الحكومة المحلية الألمانية وشرطة سيلسيا العليا                                                                |
| 1920    | 1920                          | الحرب التركية الأرمينية جزء من حروب الاستقلال التركية            | الحركة التركية الوطنية                                              | جمهورية أرمينيا الديموقراطية                                                                                 |
| 1920    | 1920                          | حرب تشي لي-انهوي                                                 | جماعة تشي لي جماعة فنج تيان                                         | جماعة انهوي                                                                                                  |
| 1920    | 1921                          | حرب قوانغدونغ قوانغشي                                            | جماعة قوانغشى                                                       | الحزب الثوري الصيني                                                                                          |
| 1921    | 1921                          | غزو الجيش الأحمر لجورجيا                                         | جمهورية روسيا السوفيتية الاتحادية الاشتراكية · الثوار الأتراك       | جمهورية جورجيا الديموقراطية                                                                                  |
| 1921    | 1921                          | انتفاضة سيليزيا الثانية                                          | جمهورية فايمار                                                      | ثوار سيليزيون بولندا                                                                                         |
| 1921    | 1921                          | الإنقلاب الفارسي 1921                                            | لواء القوزاق                                                        | شرطة إيران القاجارية · جانجليون - ثوار حركة سمكو الكردية قوات محمد تقي بسيان · مدعومة من: · الاتحاد السوفيتي |
| 1921    | 1922                          | ثورة الكاريليين الشرقيين                                         | جمهورية روسيا السوفيتية الاتحادية الاشتراكية                        | متمردون كاريليون شرقيون وفنلنديون                                                                            |
| 1922    | 1922                          | حرب تشى لى-فنج تيان الأولى                                       | جماعة تشي لي                                                        | جماعة فنج تيان                                                                                               |
| 1922    | 1923                          | الحرب الأهلية الأيرلندية                                         | المؤيدين للمعاهدة الإنكليزية الأيرلندية                             | المعارضين للمعاهدة الإنكليزية الأيرلندية                                                                     |
| 1922    | 1924                          | ثورة الشيخ خزعل                                                  | دولت علیّه ایران                                                     | إمارة المحمرة القبائل البختيارية                                                                             |
| 1922    | 1927                          | تمرد تنينت                                                       | جمهورية البرازيل الأولى                                             | تنينتيون الحزب الشيوعي البرازيلي                                                                             |
| 1923    | 1923                          | حادثة كورفو                                                      | مملكة إيطاليا                                                       | مملكة اليونان                                                                                                |
| 1923    | 1923                          | ثورة كلايبدا                                                     | ليتوانيا                                                            | الجمهورية الفرنسية الثالثة                                                                                   |
| 1924    | 1924                          | انتفاضة أغسطس                                                    | الاتحاد السوفيتي                                                    | لجنة استقلال جورجيا                                                                                          |
| 1924    | 1925                          | الحرب النجدية الحجازية                                           | سلطنة نجد · الإمبراطورية البريطانية                                 | مملكة الحجاز                                                                                                 |
| 1924    | 1924                          | حرب تشى لى-فنج تيان الثانية                                      | جماعة فنج تيان                                                      | جماعة تشي لي                                                                                                 |
| 1925    | 1925                          | حادثة بيتريتش                                                    | مملكة بلغاريا                                                       | مملكة اليونان                                                                                                |
| 1925    | 1927                          | الثورة السورية الكبرى                                            | فرنسا                                                               | ثوار سوريا                                                                                                   |
| 1926    | 1927                          | الحرب الأهلية في نيكاراغوا                                       | حزب المحافظين النيكاراغوية · الولايات المتحدة                       | المتمردون الأحرار · المكسيك                                                                                  |
| 1926    | 1928                          | حملة الشمال                                                      | جمهورية الصين                                                       | حكومة بي يانغ                                                                                                |
| 1926    | 1929                          | حرب كريستيرو                                                     | المكسيك                                                             | مقاتلي كريستيرو                                                                                              |
| 1927    | 1930                          | تمرد الإخوان                                                     | سلطنة نجد · المملكة المتحدة · الكويت                                | الإخوان |
| 1927    | 1950                          | الحرب الأهلية الصينية                                            | الحزب الشيوعي الصيني · بعد 1949: · جمهورية الصين الشعبية            | حزب القومي الصيني · جمهورية الصين · بعد 1949: · جمهورية الصين في تايوان                                      |
| 1928    | 1929                          | الحرب الأهلية الأفغانية                                          | الدولة البركزاية · قبائل داعمة · الإمبراطورية البريطانية (منذ 1929) | قبائل معارضة · قوات حبيب‌ الله كلكاني                                                                         |
| 1928    | 1931                          | تمرد كونغو وارا                                                  | الجمهورية الفرنسية الثالثة                                          | متمردوا غبايا                                                                                                |
| 1929    | 1929                          | النزاع الصيني السوفيتي (1929)                                    | الاتحاد السوفيتي                                                    | جمهورية الصين                                                                                                |

## 1944-1930
| البداية | النهاية | اسم النزاع                                                    | المتحاربين | المتحاربين |
| البداية | النهاية | اسم النزاع                                                    | الطرف المنتصر | الطرف المنهزم |
| ------- | ------- | ------------------------------------------------------------- | --- | --- |
| 1930    | 1930    | تمرد ين باي                                                   | الهند الصينية الفرنسية | VNQDD |
| 1930    | 1930    | حرب السهول الوسطى «جزء من الحرب الأهلية الصينية               | قوات شيانج كاي شيك | قوات تحالف لكل من: يان زيشان وفنغ يوزيانغ ووانغ جنغوي ولي زونجرين |
| 1930    | 1930    | ثورة جوكسا والس                                               | اتباع هايله سيلاسي | مؤيدو الإمبراطورة زيوديتو |
| 1930    | 1931    | ثورة نغي تين                                                  | الهند الصينية الفرنسية | ثوار فيتناميون |
| 1930    | 1932    | حرب الصين-التيبت                                              | جمهورية الصين | تبت |
| 1931    | 1932    | غزو اليابان لمنشوريا                                          | إمبراطورية اليابان | جمهورية الصين |
| 1931    | 1932    | ثورة أحمد برزاني                                              | المملكة العراقية | عشائر البرزان |
| 1931    | 1934    | ثورة القومول                                                  | جمهورية الصين | جمهورية تركستان الشرقية الإسلامية |
| 1932    | 1932    | ثورة الدستوريون                                               | البرازيل | ساو باولو |
| 1932    | 1932    | الحرب الأهلية الإكوادورية                                     | الإكوادور | الإكوادور |
| 1932    | 1932    | حادثة 28 يناير                                                | جمهورية الصين | إمبراطورية اليابان |
| 1932    | 1932    | ثورة القيرغيز                                                 | جمهورية الصين | ثوار قيرغيز |
| 1932    | 1935    | حرب تشاكو                                                     | باراغواي | بوليفيا |
| 1932    | 1933    | حادثة ليتسيا                                                  | كولومبيا | بيرو |
| 1932    | 1932    | مجزرة الفلاحين السلفادوريين 1932                              | | فلاحون سلفادوريون |
| 1933    | 1933    | انقلاب بوورادت                                                | حكومة سيام الملكية | انقلابيون بقيادة الأمير بوورادت |
| 1934    | 1934    | غزو السوفييت لسنجان                                           | جمهورية الصين | الاتحاد السوفيتي · قوات الحركة البيضاء الروسية · مغول تورغوت |
| 1934    | 1934    | الحرب الأهلية النمساوية                                       | الجمهورية النمساوية الأولى · جبهة الوطن الأصل | الحزب الديمقراطي الاجتماعي النمساوي |
| 1934    | 1934    | الحرب السعودية اليمنية                                        | السعودية | اليمن |
| 1935    | 1935    | ثورة الأيزيديون 1935                                          | المملكة العراقية | الأيزيديون |
| 1935    | 1935    | انتفاضة مسجد كوهرشاد                                          | إيران | تجار البازار |
| 1935    | 1936    | ثورة شيعة العراق 1935–1936                                    | المملكة العراقية | قبائل شيعية |
| 1935    | 1936    | الحرب الإيطالية الإثيوبية الثانية                             | مملكة إيطاليا | الإمبراطورية الإثيوبية |
| 1936    | 1939    | ثورة فلسطين 1936                                              | المملكة المتحدة · الجيش البريطاني · قوة الشرطة الفلسطينية · شرطة الإستيطان اليهودي · شرطة احتياط يهودية · هاجاناه · إرجون · عصابات يهودية متعددة | اللجنة العربية العليا |
| 1936    | 1939    | الحرب الأهلية الإسبانية                                       | الجبهة القومية - فلانخي - الكارليون (1936–1937) - سيدا (1936–1937) - الفونسويون (1936–1937) - الجيش الإسباني في أفريقيا الداعمون: - مملكة إيطاليا - ألمانيا النازية - البرتغال - متطوعون أجانب | الجبهة الجمهورية - الجيش الجمهوري الإسباني - الجبهة الشعبية - الوطني/الأيبيري - العمال - الكتالوني - جيش الباسك (1936–1937) - [[ملف: Flag of Galicia (civil).svg\|23x15px\|border \|alt=\|link=]] الحزب الغاليسي الداعمون: - الألوية الدولية - الاتحاد السوفيتي (1936–1938) - المكسيك - فرنسا (1936) |
| 1937    | 1937    | الثورة الإسلامية في سنجان (1937)                              | حكومة مقاطعة سنجان · الاتحاد السوفيتي · قوات الحركة البيضاء لروسية | جمهورية الصين الجيش الوطني الثوري |
| 1937    | 1938    | تمرد درسيم                                                    | تركيا | أهالي درسيم |
| 1937    | 1945    | الحرب اليابانية الصينية الثانية جزء من الحرب العالمية الثانية | جمهورية الصين · الحزب الشيوعي الصيني · الولايات المتحدة (منذ 1941) · الإمبراطورية البريطانية (منذ 1941) | إمبراطورية اليابان · مانشوكو · مينتشيانغ |
| 1938    | 1938    | معركة بحيرة خاسان                                             | الاتحاد السوفيتي | مانشوكو · إمبراطورية اليابان |
| 1939    | 1939    | الحرب المجرية السلوفاكية                                      | مملكة المجر | جمهورية سلوفاكيا |
| 1939    | 1939    | الغزو الايطالي لألبانيا                                       | مملكة إيطاليا | مملكة ألبانيا |
| 1939    | 1939    | معركة خالخين غول                                              | الاتحاد السوفيتي · منغوليا | إمبراطورية اليابان · مانشوكو |
| 1939    | 1945    | الحرب العالمية الثانية                                        | قوات الحلفاء: · منذ 1939 · بولندا · أستراليا · فرنسا · نيوزيلندا · الإمبراطورية البريطانية · اتحاد جنوب أفريقيا · كندا · تشيكوسلوفاكيا (حكومة المنفى) · منذ 1940 · الدنمارك · النرويج · بلجيكا · لوكسمبورغ · هولندا · فرنسا الحرة · مملكة اليونان · مملكة يوغسلافيا · منذ 1941 · الاتحاد السوفيتي · بنما · كوستاريكا · جمهورية الدومينيكان · السلفادور · هايتي · هندوراس · نيكاراغوا · الولايات المتحدة · الصين · غواتيمالا · كوبا · الفلبين · منذ 1942 · الراج البريطاني · المكسيك · البرازيل · إمبراطورية إثيوبيا · منذ 1943 · المملكة العراقية · بوليفيا · كولومبيا · إيران · يوغوسلافيا · منذ 1944 · ليبيريا · البيرو · مملكة إيطاليا (منذ 1944. وكانت بالسابق جزءا من المحور) · مملكة رومانيا (كانت بالسابق جزءا من المحور) · مملكة بلغاريا (كانت بالسابق جزءا من المحور) · سان مارينو (كانت بالسابق جزءا من المحور) · ألبانيا · في 1945 · الإكوادور · باراغواي · الأوروغواي · فنزويلا · تركيا · مصر · لبنان · سوريا · السعودية · الأرجنتين · تشيلي | دول المحور: · ألمانيا النازية · مملكة إيطاليا (1940–1944) · المجر (منذ 1940) · إمبراطورية اليابان (منذ 1941) · بلغاريا (1940–1944) · دولة كرواتيا المستقلة (منذ 1941) · مملكة رومانيا (1941–1944) · الجمهورية الإيطالية الاشتراكية (1943–1945) · سلوفاكيا · مشاركون من خارج المحور: · مانشوكو · مينتشيانغ · الصين-نانجنغ · سان مارينو (1940–1943) · فرنسا الفيشية (1940–1944) · فنلندا (1941–1944) · المملكة العراقية (فقط في 1941) · تايلاند (1942–1945) |
| 1939    | 1940    | حرب الشتاء جزء من الحرب العالمية الثانية                      | الاتحاد السوفيتي | فنلندا |
| 1940    | 1941    | الحرب الفرنسية التايلاندية جزء من الحرب العالمية الثانية      | فرنسا الفيشية · الهند الصينية الفرنسية | تايلاند |
| 1941    | 1942    | حرب إكوادور وبيرو                                             | بيرو | الإكوادور |
| 1941    | 1941    | الحرب الأنجلو-عراقية جزء من الحرب العالمية الثانية            | المملكة المتحدة · الراج البريطاني · إمارة شرق الأردن | المملكة العراقية · ألمانيا النازية · مملكة إيطاليا |
| 1941    | 1944    | حرب الاستمرار جزء من الحرب العالمية الثانية                   | الاتحاد السوفيتي · المملكة المتحدة | فنلندا · ألمانيا النازية · مملكة إيطاليا |
| 1941    | 1944    | حركة الشيخ حمه رشيد                                           | إيران | قبائل كردية |
| 1942    | 1954    | تمرد هوكبلاهاب                                                | الفلبين · الولايات المتحدة | هوكبلاهاب · الاتحاد السوفيتي · إمبراطورية اليابان |
| 1943    | 1943    | تمرد وويان                                                    | إمبراطورية إثيوبيا · المملكة المتحدة | متمردي وويان |
| 1943    | 1949    | تمرد جيش المتمردين الأوكراني                                  | الاتحاد السوفيتي · جمهورية بولندا الشعبية | جيش المتمردين الأوكراني |
| 1944    | 1944    | تمرد لولوابورج وجادوتفيل                                      | الكونغو البلجيكية | القوة العامة للمتمردين |
| 1944    | 1947    | تمرد اليهود في فلسطين                                         | حركة المقاومة اليهودية - هاغانا - أرغون - شتيرن | الجيش البريطاني البحرية الملكية البريطانية سلاح الجو الملكي قوة الشرطة الفلسطينية |
| 1944    | 1945    | حرب لابي جزء من الحرب العالمية الثانية                        | فنلندا | ألمانيا النازية |
| 1944    | 1949    | تمرد إيلي                                                     | الحزب الشيوعي الصيني · جمهورية تركستان الشرقية الثانية · الاتحاد السوفيتي · قوات الحركة البيضاء لروسية · جمهورية منغوليا الشعبية | جمهورية الصين · الجيش الوطني الثوري |
| 1944    | 1953    | حرب العصابات في البلطيق                                       | الاتحاد السوفيتي | إخوة الغابة |